# Philippine Daily Inquirer
Philippine Daily Inquirer – filipiński dziennik wydawany w języku angielskim. Został założony w 1985 roku.